# Basket Club Bolzano 2009-2010
La stagione 2009-2010 del Basket Club Bolzano è stata la decima consecutiva che la formazione altoatesina ha disputato in Serie A2.

## Rosa
| Giocatrici |
| ---------- |

| N° | Naz.                | Ruolo | Sportivo                   | Anno | Alt. |  |
| -- | ------------------- | ----- | -------------------------- | ---- | ---- |  |
| 4  | Germania (bandiera) | C     | Sabine Loewe               | 1982 | 190  |  |
| 6  | Italia (bandiera)   | P     | Francesca Bergante         | 1982 | 170  |  |
| 7  | Italia (bandiera)   | A     | Laura Lazzari              | 1980 | 180  |  |
| 8  | Italia (bandiera)   | P     | Martina Maron              | 1990 | 168  |  |
| 9  | Italia (bandiera)   | G     | Nicole Mora                | 1991 | 176  |  |
| 10 | Italia (bandiera)   | G     | Safy Fall                  | 1989 | 176  |  |
| 11 | Italia (bandiera)   |       | Lara Cavosi                | 1992 |      |  |
| 12 | Italia (bandiera)   | A     | Benedetta Consorti         | 1986 | 180  |  |
| 13 | Italia (bandiera)   | AC    | Elizabeth Ribeiro da Silva | 1985 | 185  |  |
| 14 | Italia (bandiera)   | G     | Greta Rossetto             | 1993 | 176  |  |
| 15 | Italia (bandiera)   | G     | Daniela Hafner             | 1992 | 175  |  |
| 18 | Italia (bandiera)   | G     | Miriam Hafner              | 1992 | 176  |  |
| 18 | Italia (bandiera)   | AC    | Greta Obexer               | 1992 | 175  |  |
| 18 | Italia (bandiera)   |       | Giulia Bertol              | 1991 |      |  |
| 19 | Italia (bandiera)   | G     | Camilla Valerio            | 1993 | 172  |  |
|    | Italia (bandiera)   | G     | Jasmin Broggio             | 1990 | 176  |  |

| Staff tecnico                                      |
| -------------------------------------------------- |
| Allenatore: Roberto Picus                          |
| Vice allenatore: Alessandra Zucchelli              |
| Allenatore settore giovanile: Klaus Schluderbacher |
| Addetto statistiche: Adelmo Carniato               |
| Preparatore atletico: Pierluigi Putzu              |
| Fisioterapista: Claudia Zocchi                     |
| Medico sociale: Mario Endrizzi                     |
| Addetto Arbitri: Gilberto Cominato                 |